# ستاركسبورو (فيرمونت)
ستاركسبورو (بالإنجليزية: Starksboro, Vermont)‏ هي بلدة تقع بولاية فيرمونت في الولايات المتحدة. تبلغ مساحتها 118.8 (كم²)، وترتفع عن سطح البحر 618 م، بلغ عدد سكانها 1777 نسمة في عام 2010 حسب إحصاء مكتب تعداد الولايات المتحدة وتصل الكثافة السكانية فيها 15 نسمة/كم2.

## وصلات خارجية
- www.starksboro.org
- The US50 - Cities and Towns in Vermont State
- Vermont Cities and Towns, Facts, Map, Flag, Colleges, Government, and More